# Banjo Band 1973–1975
Banjo Band 1973–1975 je EP češke glasbene skupine Banjo Band iz leta 1983. Vsebuje pesmi, ki jih je skupina posnela v zgodnejšem obdobju delovanja, med drugimi tudi »Rožnovské hodiny«, pri kateri je Ivan Mládek debitiral kot pevec.

## Seznam skladb
| Stran 1 | Stran 1                | Stran 1 |
| Št.     | Naslov                 | Dolžina |
| ------- | ---------------------- | ------- |
| 1.      | „Rožnovské hodiny‟     | 2:39    |
| 2.      | „Na děvče mi nesahej‟  | 1:42    |
| 3.      | „Houpy hou‟            | 2:11    |
| 4.      | „Má milá voní rezedou‟ | 1:42    |

| Stran 2 | Stran 2            | Stran 2 |
| Št.     | Naslov             | Dolžina |
| ------- | ------------------ | ------- |
| 1.      | „Svět je nejhezčí‟ | 2:00    |
| 2.      | „Až půjdeš spát‟   | 1:42    |
| 3.      | „Na Brdech‟        | 2:22    |
| 4.      | „Červená aerovka‟  | 1:45    |

## Zasedba
- Ivan Mládek – vokal, banjo
- František Prošek – vokal
- Pavel Skála – vokal, klavir, orglice
- Luboš Vodička – banjo
- Jiří Augusta – banjo
- Jiří Čech – bas kitara
- Jerzy Ziembrowski – bas kitara
- Karel Lejček – klarinet
- Tomáš Procházka – bobni
- Bohumil Veselý – flavta
- Vítězslav Marek – kitara
- Václav Dědina – tuba
- Nora Marková – violina
- Jana Vernerová – vokal
- Ladislav Janoušek – vokal
- Luděk Sobota – vokal
- Vladimír Jedenáctík – vokal